# بوجيدار تشوسيتش
بوجيدار تشوسيتش هو لاعب كرة قدم صربي في مركز الدفاع، ولد في 25 يوليو 1982 في شاباتس في صربيا. لعب مع كونكورديا كياجنا ونادي أوترخت ونادي أوردينغن 05 ونادي بترولول بلويشتي ونادي خيمكي ونادي دبرتسني ويونيفرسيتاتيا كرايوفا.

## وصلات خارجية
- بوجيدار تشوسيتش على موقع الاتحاد الأوربي (الإنجليزية)
- بوجيدار تشوسيتش على موقع قاعدة بيانات كرة القدم.إي يو (الإنجليزية)
- بوجيدار تشوسيتش على موقع Soccerway.com (الإنجليزية)
- بوجيدار تشوسيتش على موقع عالم كرة القدم.نت (الإنجليزية)